# Літ (Північна Дакота)
Літ (англ. Leith) — місто (англ. city) в США, в окрузі Грант штату Північна Дакота. Населення — 28 осіб (2020).

## Географія
Літ розташований за координатами 46°21′54″ пн. ш. 101°38′29″ зх. д. / 46.36500° пн. ш. 101.64139° зх. д. (46.364968, -101.641411).  За даними Бюро перепису населення США в 2010 році місто мало площу 3,23 км², з яких 3,20 км² — суходіл та 0,04 км² — водойми.

## Демографія
Згідно з переписом 2010 року, у місті мешкало 16 осіб у 8 домогосподарствах у складі 5 родин. Густота населення становила 5 осіб/км².  Було 18 помешкань (6/км²).
Расовий склад населення:
| - 93,8 % — білих - 6,3 % — чорних або афроамериканців |

До двох чи більше рас належало 0,0 %. Частка іспаномовних становила 0,0 % від усіх жителів.
За віковим діапазоном населення розподілялося таким чином: 12,5 % — особи молодші 18 років, 56,2 % — особи у віці 18—64 років, 31,3 % — особи у віці 65 років та старші. Медіана віку мешканця становила 55,0 року. На 100 осіб жіночої статі у місті припадало 100,0 чоловіків;  на 100 жінок у віці від 18 років та старших — 100,0 чоловіків також старших 18 років.
Середній дохід на одне домашнє господарство  становив 57 014 долари США (медіана — 58 125), а середній дохід на одну сім'ю — 58 500 доларів (медіана — 58 750). 
Цивільне працевлаштоване населення становило 6 осіб. Основні галузі зайнятості: освіта, охорона здоров'я та соціальна допомога — 33,3 %, сільське господарство, лісництво, риболовля — 33,3 %.